# 傀儡囥在倆心間
傀儡囥在倆心間是Edyta Górniak和Mietek Szcześniak於1998年爲Jerzy Hoffman執導的電影烈火鐵劍(波蘭語：錄製的單曲。這單曲於1998年由波蘭百代唱片公司發行，但僅用作派臺，並沒公開販售。

## 背景
這首歌由Jacek Cygan  和 Krzesimir Dębski 作曲及填詞， Rafał Paczkowski 製作。
該單曲僅於波蘭發行，用作宣傳Jerzy Hoffman執導的電影烈火鐵劍(波蘭語：。

## 曲目列表

### 波蘭宣傳單曲
1. 傀儡囥在倆心間 (Dumka na dwa serca) (4:46)
2. 凱婨娜之歌 (Pieśń Heleny) (4:40)
3. 傀儡囥在倆心間 (Dumka na dwa serca) (Instrumental version) (3:37)

## 音樂錄影帶
該單曲的音樂錄影帶的場景幾乎來自電影烈火鐵劍(波蘭語：Ogniem i mieczem)，但加插一些新的場景和補拍新的鏡頭。 